# Spargania daira
Spargania daira är en fjärilsart som beskrevs av Druce 1897. Spargania daira ingår i släktet Spargania och familjen mätare. Inga underarter finns listade i Catalogue of Life.